# Oberndorf am Neckar
Oberndorf am Neckar település Németországban, azon belül Baden-Württembergben. Lakosainak száma 14 684 fő (2023. december 31.). Oberndorf am Neckar Fluorn-Winzeln, Epfendorf, Sulz am Neckar, Schramberg, Bösingen, Dornhan, Rosenfeld, Alpirsbach és Vöhringen községekkel határos.

## Népesség
A település népessége az elmúlt években az alábbi módon változott:
| Lakosok száma | 13 325 | 14 013 | 14 915 | 13 998 | 13 986 | 14 741 | 14 635 | 14 615 | 13 552 | 14 684 |
|               | 1961   | 1967   | 1974   | 1980   | 1987   | 1993   | 2000   | 2006   | 2013   | 2023   |